# New London, Ohio
New London là một làng thuộc quận Huron, tiểu bang Ohio, Hoa Kỳ. Năm 2010, dân số của làng này là 2461 người.

## Dân số
- Dân số năm 2000: 2696 người.
- Dân số năm 2010: 2461 người.